# Coctel Intergaláctico
Coctel Intergaláctico es un grupo de rock alternativo mexicano formado por José Manuel Arroyo (voz y guitarra), Luis Manuel Menchaca (guitarra), Santiago Sierra (batería) y Sebastián Arroyo (voz y bajo).

## Historia
El origen de la banda se remonta a principios de 2013, cuando José, Sebastián, Dan y Luis Manuel Menchaca deciden palomear juntos sus rolas favoritas. Meses después Dan se muda y los 3 integrantes buscan consolidar la banda. Luis Manuel Ontiveros se incorpora como baterista rápidamente y los 4 miembros deciden unificar los proyectos musicales que vienen trabajando años atrás por separado, para dar paso a composiciones propias. El interés común fue el deseo de sumergirse en la psicodelia, bajo la mano del rock, en todos los aspectos del modelo "canción": lírica, armonía, sonido, tiempo, métrica. A mediados de 2013 el grupo participa en tocadas caseras donde obtiene gran aceptación del público para después empezar a presentarse en bares y concursos donde fueron bien acogidos y expusieron sus canciones a más personas.
El 9 de diciembre de 2013 Coctel Intergaláctico anunció su participación en el festival Vive Latino 2014 que se celebró del 27 al 30 de marzo de 2014.
El 7 de enero de 2014 Coctel Intergaláctico publicó su primer EP Cosmotlan por medio de SoundCloud.

## Integrantes

### Formación actual
- José Manuel Arroyo - voz, guitarra, bajo
- Sebastián Arroyo - voz, bajo, guitarra
- Luis Manuel Menchaca - guitarra
- Santiago Sierra - batería

### Miembros anteriores
- Luis Manuel Ontiveros - batería (2013 - 2014)
- Montserrat Urdapilleta - teclados (2013)
- Jorge Samperio - batería (2016)

## Discografía

### EP
- 2014: Cosmotlan

### Álbumes de estudio
- 2017: Realismo Fantástico